# Gabriela Gajanová
Gabriela Gajanová (Liptovský Mikuláš, 12 ottobre 1999) è una mezzofondista slovacca.

## Record nazionali
Senioress
- 800 metri piani indoor: 2'01"70 ( Istanbul, 4 marzo 2023)
- 1000 metri piani: 2'38"64 ( Berna, 4 agosto 2023)

## Palmarès
| Anno | Manifestazione  | Sede      | Evento      | Risultato  | Prestazione | Note                                     |
| ---- | --------------- | --------- | ----------- | ---------- | ----------- | ---------------------------------------- |
| 2016 | Europei U18     | Tbilisi   | 800 m piani | Bronzo     | 2'09"43     |                                          |
| 2017 | Europei U20     | Grosseto  | 800 m piani | Bronzo     | 2'07"15     |                                          |
| 2017 | Europei U20     | Grosseto  | 4x400 m     | 8ª         | 3'44"46     |                                          |
| 2018 | Mondiali U20    | Tampere   | 800 m piani | 4ª         | 2'01"90     |                                          |
| 2018 | Europei         | Berlino   | 800 m piani | Batteria   | 2'02"57     |                                          |
| 2019 | Europei U23     | Gävle     | 800 m piani | 4ª         | 2'06"78     |                                          |
| 2019 | Europei U23     | Gävle     | 4x400 m     | 6ª         | 3'46"26     |                                          |
| 2019 | Mondiali        | Doha      | 800 m piani | Batteria   | 2'04"45     | [ 1 ]                                    |
| 2021 | Europei U23     | Tallinn   | 800 m piani | Batteria   | 2'04"50     |                                          |
| 2021 | Europei U23     | Tallinn   | 4x400 m     | Batteria   | 3'45"02     |                                          |
| 2021 | Olimpiade       | Tokyo     | 800 m piani | Batteria   | 2'01"41     |                                          |
| 2023 | Europei indoor  | Istanbul  | 800 m piani | Semifinale | 2'01"70     | [ 2 ]                                    |
| 2023 | Giochi europei  | Chorzów   | 800 m piani | Bronzo     | 1'59"92     |                                          |
| 2023 | Mondiali        | Budapest  | 800 m piani | Batteria   | 2'00"39     | [ 3 ]                                    |
| 2024 | Europei         | Roma      | 800 m piani | Argento    | 1'58"79     | Miglior prestazione personale stagionale |
| 2024 | Giochi olimpici | Parigi    | 800 m piani | Semifinale | 1'58"22     | Record nazionale                         |
| 2025 | Europei indoor  | Apeldoorn | 800 m piani | Batteria   | 2'04"95     |                                          |